# Korzeniowszczyzna (obwód brzeski)
Korzeniowszczyzna (biał. Каранеўшчына, Karanieuszczyna; ros. Кореневщина, Korieniewszczina) – wieś na Białorusi, w obwodzie brzeskim, w rejonie lachowickim, w sielsowiecie Nowosiółki, nad Wiedźmą.

## Historia
Pod zaborami i w II Rzeczypospolita folwark będący własnością Łopotów. W XIX i w początkach XX w. położona była w Rosji, w guberni mińskiej, w powiecie nowogródzkim.
W dwudziestoleciu międzywojennym leżała w Polsce, w województwie nowogródzkim, w powiecie baranowickim, w gminie Darewo. W 1921 miejscowość liczyła 40 mieszkańców, zamieszkałych w 7 budynkach, w tym 39 Polaków i 1 Białorusina. 21 mieszkańców było wyznania rzymskokatolickiego, 18 prawosławnego i 1 ewangelickiego.
Po II wojnie światowej w granicach Związku Sowieckiego. Od 1991 w niepodległej Białorusi.